# Christoph Karst
Christoph Karst (* 10. Juni 1864 in Berlin; † 11. Oktober 1935 ebenda) war ein katholischer Pfarrer, der in der St.-Josef-Gemeinde Köpenick wirkte und beim Bau der St.-Josef-Kirche einen bedeutenden Beitrag leistete. Im Laufe seines Priesterlebens erhielt er mehrere Orden und Ehrentitel.

## Entwicklung zum Geistlichen
Christoph Karst erwarb seine Schulbildung am Friedrichs-Gymnasium Berlin. Anschließend studierte er Theologie an der Universität Münster und Universität Breslau. In Breslau erhielt er am 27. Februar 1889 durch den damaligen Fürstbischof des Bistums Breslau Georg von Kopp die Priesterweihe.
Seine Einsätze als Seelsorger in Kirchengemeinden führten ihn zunächst nach Schwiebus, dann als Kaplan an die Kathedrale Mariä Himmelfahrt im schlesischen Glogau. Am 24. August 1892 erhielt Karst die Berufung an die Pfarrei Fürstenwalde für den Einsatz in der Filiale Cöpenick, damals selbstständige Stadt vor den Toren von Berlin. Er bezog ein 1884 von der Gemeinde erworbenes ehemaliges Wohnhaus auf dem Grundstück Lindenstraße 43 (damalige Hausnummer 11) und organisierte ein reges Gemeindeleben. Vor allem erteilte er hier Schulunterricht und gestaltete einen Raum zur Sebastianskapelle um, in welchem Gottesdienste abgehalten wurden.

## Pfarrer in Köpenick
Christoph Karst hatte mit Cöpenick einen „riesengroßen Sprengel“ übernommen, der sich „von den Grenzen Lichtenbergs bis weit über Fürstenwalde hinaus erstreckte, […] also den ganzen Berliner Osten und einen großen Teil der Provinz Brandenburg umfasste.“ Deshalb erteilte er katholischen Religionsunterricht nicht nur in Cöpenick, sondern auch in Nachbarorten wie Adlershof, Britz, Johannisthal, Grünau, Königs Wusterhausen, Oberschöneweide und zelebrierte regelmäßige Gottesdienste im Haus des Cöpenicker Kaufmanns Schmidt, bald in einem hergerichteten Betsaal.
Mit der schnell wachsenden Bevölkerung in Cöpenick (Schreibweise ab 1931 mit „K“) nahm auch die Zahl der Katholiken zu, um 1890 waren es rund 3000 Gläubige. Daraus ergab sich die Notwendigkeit, statt des Provisoriums in einem Privathaus schnell ein eigenes Kirchengebäude im Ort zu errichten. Karst kümmerte sich um Spenden für den Bau, kontaktierte den Berliner Baumeister Paul Franke, der erste Bauskizzen lieferte. Nach Überwindung zahlreicher bürokratischer Hindernisse konnte das Gotteshaus ab 1897 auf dem Pfarrgrundstück errichtet werden.
Nachdem der Fürstbischöfliche Delegat Karl Neuber das Kirchengebäude in Köpenick am 25. März 1899 eingeweiht hatte, kümmerte sich Christoph Karst darum, dass die Filialgemeinden, alle organisatorisch zum Dekanat Lichtenberg gehörend, schrittweise eigene Kirchengebäude erhielten und damit aus seinem Wirkungsbereich ausschieden. Zugleich sammelte er noch weitere Spenden und erreichte, dass die Köpenicker Gemeinde bereits im Jahr 1900 schuldenfrei war.
Bald stellte ihm der Kirchgemeinderat einen zweiten Geistlichen zur Seite, und im Jahr 1901 zogen auf Karsts Initiative drei Barmherzige Schwestern vom hl. Karl Borromäus in Cöpenick in ein Schwesternheim in der Annenallee ein.
Im Februar 1929 feierte Christoph Karst aus Anlass seines 40-jährigen Priesterjubiläums in der Kirche St. Josef einen festlichen Dankgottesdienst. Die Gemeinde hatte ihm dafür goldseidene Messgewänder fertigen lassen, und Ehrengäste wie Pfarrer Melchior Grossek und Diakon Kaplan Neumann waren anwesend.
Im Jahr 1930 wurde Christoph Karst pensioniert, Pfarrer Alfred Kionke übernahm das Amt bis 1935.

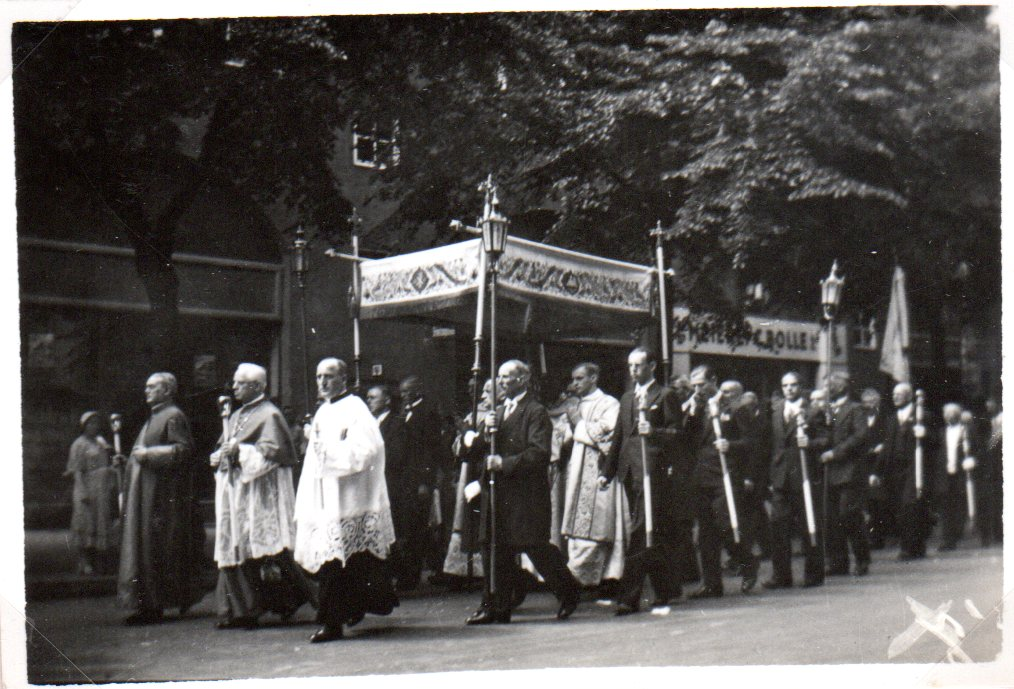
Prozession in Berlin mit Christoph Karst vorne links

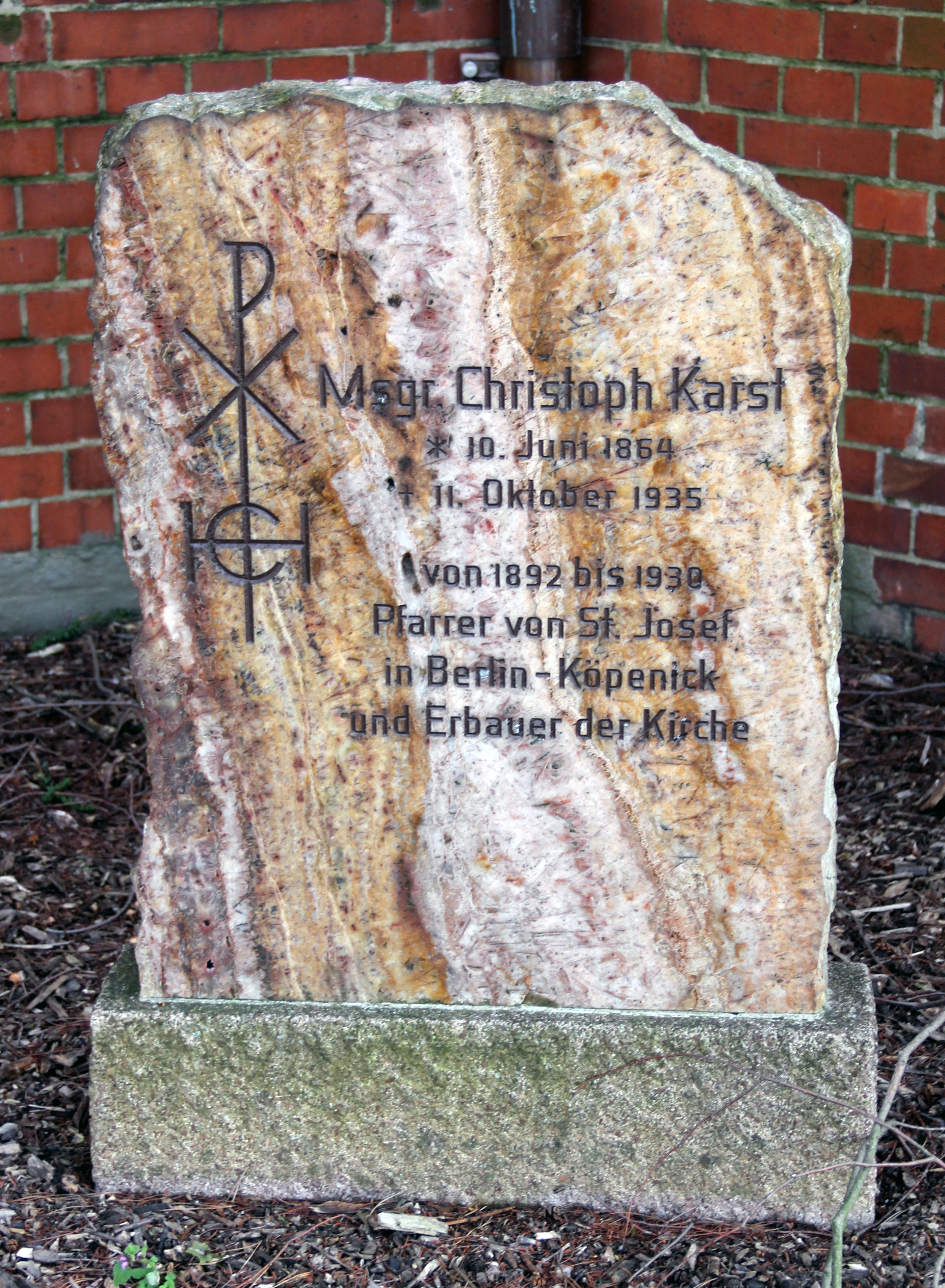
Grabstein in Köpenick

Karst starb 1935 im Berliner St.-Hedwig-Krankenhaus an einer Lungenembolie, die er nach einer Blasenkrebsoperation erlitten hatte. In einer Trauerfeier nahmen die Mitglieder der Berliner katholischen Gemeinde von Christoph Karst Abschied. Er erhielt auf dem Gelände der St.-Josef-Kirche in Köpenick seine letzte Ruhestätte.

## Ehrungen
Das Wirken von Christoph Karst für das Gemeinwohl wurde durch Verleihung zahlreicher Orden anerkannt, vor allem aber durch die Berufung zum „Erzpriester ad honorem“ (1912) und die Verleihung des Titels Geistlicher Rat (1924). Im Jahr 1927 übertrug ihm der Berliner Kirchenrat die Verwaltung des Archipresbyterats Neukölln und berief ihn damit offiziell zum Erzpriester. Später erhielt er auch die Auszeichnung Päpstlicher Geheimkämmerer und Prälat.
In einem Nachruf des katholischen Klerus hieß es: „Schon (ist) wieder einer aus jener Generation katholischer Geistlicher dahingesunken, die man als die Organisatoren des Katholizismus in der Weltstadt bezeichnen kann.“
Nach der Wende und friedliche Revolution in der DDR veranlasste die Pfarrei die Aufstellung eines Gedenksteins auf dem Kirchengelände, der an alle verstorbenen Pfarrer der Gemeinde erinnert, einschließlich Karsts.